# Trae Young
Rayford Trae Young (Lubbock, 19 september 1998) is een Amerikaans basketballer.

## Carrière
Young speelde een seizoen collegebasketbal voor de Oklahoma Sooners van 2017 tot 2018. In 2018 stelde hij zich kandidaat voor de NBA draft waarin hij als vijfde gekozen werd door de Dallas Mavericks. Hij werd door de Mavericks samen met een eerste ronde pick geruild naar de Atlanta Hawks voor Luka Dončić. In zijn eerste seizoen speelde hij 81 wedstrijden voor de Hawks en werd verkozen tot NBA All-Rookie First Team. In het seizoen 2019/20 speelde hij zestig wedstrijden en werd voor de eerste keer verkozen tot NBA All-Star.
In het seizoen 2020/21 haalde hij met de Hawks een eerste keer de play-offs en slaagde erin de Conference finals te bereiken waarin ze verloren van de Milwaukee Bucks. Het seizoen erop haalde ze de play-offs via de play-inns maar verloren in de eerste ronde. Hij werd wel aan het einde van het seizoen verkozen tot All-NBA Third Team en was dat seizoen al voor ene tweede keer NBA All-Star geworden. In het seizoen 2022/23 haalde ze opnieuw via de play-inns de play-offs maar verloren opnieuw in de eerste ronde.

## Privéleven
Youngs vader Rayford Young was ook een profbasketballer.

## Erelijst
- NBA All-Rookie First Team: 2019
- NBA All-Star: 2020, 2022
- All-NBA Third Team: 2022

## Statistieken

### Regulier seizoen
| Seizoen      | Team          | WG  | WS  | MPW  | 2P%  | 3P%  | FW%  | RPW | APW  | SPW | BPW | PPW  |
| ------------ | ------------- | --- | --- | ---- | ---- | ---- | ---- | --- | ---- | --- | --- | ---- |
| 2018/19      | Atlanta Hawks | 81  | 81  | 30,9 | 41,8 | 32,4 | 82,9 | 3,7 | 8,1  | 0,9 | 0,2 | 19,1 |
| 2019/20      | Atlanta Hawks | 60  | 60  | 35,3 | 43,7 | 36,1 | 86,0 | 4,3 | 9,3  | 1,1 | 0,1 | 29,6 |
| 2020/21      | Atlanta Hawks | 63  | 63  | 33,7 | 43,8 | 34,3 | 88,6 | 3,9 | 9,4  | 0,8 | 0,2 | 25,3 |
| 2021/22      | Atlanta Hawks | 76  | 76  | 34,9 | 46,0 | 38,2 | 90,4 | 3,7 | 9,7  | 0,9 | 0,1 | 28,4 |
| 2022/23      | Atlanta Hawks | 73  | 73  | 34,8 | 42,9 | 33,5 | 88,6 | 3,0 | 10,2 | 1,1 | 0,1 | 26,2 |
| Carrière     | Carrière      | 353 | 353 | 33,8 | 43,7 | 35,1 | 87,6 | 3,7 | 9,3  | 1,0 | 0,1 | 25,5 |
| NBA All-Star | NBA All-Star  | 2   | 2   | 17,5 | 39,1 | 33,3 | –    | 2,5 | 10,0 | 1,0 | 0,0 | 11,5 |

### Play-inns
| Seizoen  | Team          | WG | WS | MPW  | 2P%  | 3P%  | FW%  | RPW | APW  | SPW | BPW | PPW  |
| -------- | ------------- | -- | -- | ---- | ---- | ---- | ---- | --- | ---- | --- | --- | ---- |
| 2021/22  | Atlanta Hawks | 2  | 2  | 37,0 | 42,9 | 27,8 | 88,2 | 3,0 | 10,0 | 0,5 | 1,0 | 31,0 |
| 2022/23  | Atlanta Hawks | 1  | 1  | 36,5 | 44,4 | 12,5 | 88,9 | 8,0 | 7,0  | 0,0 | 0,0 | 25,0 |
| Carrière | Carrière      | 3  | 3  | 36,9 | 43,3 | 23,1 | 88,5 | 4,7 | 9,0  | 0,3 | 0,7 | 29,0 |

### Play-offs
| Seizoen  | Team          | WG | WS | MPW  | 2P%  | 3P%  | FW%  | RPW | APW  | SPW | BPW | PPW  |
| -------- | ------------- | -- | -- | ---- | ---- | ---- | ---- | --- | ---- | --- | --- | ---- |
| 2020/21  | Atlanta Hawks | 16 | 16 | 37,7 | 41,8 | 31,3 | 86,6 | 2,8 | 9,5  | 1,3 | 0,0 | 28,8 |
| 2021/22  | Atlanta Hawks | 5  | 5  | 37,3 | 31,9 | 18,4 | 78,8 | 5,0 | 6,0  | 0,6 | 0,0 | 15,4 |
| 2022/23  | Atlanta Hawks | 6  | 6  | 38,3 | 40,3 | 33,3 | 86,0 | 3,7 | 10,2 | 1,7 | 0,7 | 29,2 |
| Carrière | Carrière      | 27 | 27 | 37,8 | 40,2 | 29,7 | 85,2 | 3,4 | 9,0  | 1,2 | 0,1 | 26,4 |